# Czarna magia na Manhattanie
Czarna magia na Manhattanie (ang. Bell, Book and Candle) – amerykański film z 1958 roku w reżyserii Richarda Quine’a.

## Obsada
- James Stewart jako Shepard 'Shep' Henderson
- Kim Novak jako Gillian 'Gil' Holroyd
- Jack Lemmon jako Nicky Holroyd
- Ernie Kovacs jako Sidney Redlitch
- Hermione Gingold jako Bianca De Passe
- Elsa Lanchester jako ciotka Queenie Holroyd
- Janice Rule jako Merle Kittridge

## Nagrody i nominacje
| Nazwa nagrody | Wygrane            | Nominacje |
| Oscar         | 1959 bez rezultatu | 1959 Najlepsza scenografia - filmy czarno-białe lub kolorowe Cary Odell Louis Diage Najlepsze kostiumy - filmy czarno-białe lub kolorowe Jean Louis |
| Złoty Glob    | 1959 bez rezultatu | 1959 Najlepsza komedia Julian Blaustein |